# Heteroponera leae
Heteroponera leae är en myrart som först beskrevs av Wheeler 1923.  Heteroponera leae ingår i släktet Heteroponera och familjen myror. Inga underarter finns listade i Catalogue of Life.